# 阿德尔茨豪森
阿德尔茨豪森是德国巴伐利亚州的一个市镇。总面积16.97平方公里，总人口1606人，其中男性836人，女性770人（2011年12月31日），人口密度95人/平方公里。